# Sankt Johannes kloster
Sankt Johannes kloster (eller Sankt Johannes teologens kloster) är ett grekisk-ortodoxt kloster som grundades 1088 i Chora på ön Patmos. Det är uppkallat efter Johannes, författaren till den kristna Uppenbarelseboken som, enligt texten, bodde på ön när syner av apokalypsen kom till honom. Sedan grundandet har klostret varit en pilgrimsfärdsplats och en plats för grekisk-ortodox lärdom och tillbedjan. Klostret är unikt genom att det från grundandet integrerades med det omgivande samhället Chora, som byggdes runt dess befästningar. Religiösa ceremonier som går tillbaka till den tidiga kristna perioden utövas fortfarande inom klostret idag. På grund av dess heliga betydelse, oavbrutna arkitektoniska utveckling och det exceptionella bevarandet av tidiga kristna seder, förklarades klostret som Unescos världsarvslista 1999, tillsammans med staden Chora och den närliggande Apokalypsgrottan.

## Historia
År 1088 gav den bysantinske kejsaren Alexios I Komnenos ön Patmos till soldatprästen Johhannes Christodoulos. Större delen av klostret färdigställdes av Christodoulos tre år senare. Han befäste det yttre kraftigt på grund av hoten om piratverksamhet och seldjukturkar. De äldsta delarna av klostret är Katholikón (huvudkyrkan) och matsalen, med anor från 1000-talet. Katholikón har den typiska formen av en bysantinsk kyrka, med en kupolformad kors-i-kvadratstil. Golvet är omsorgsfullt uthugget i marmor i opus sektil stil, och har väggmålningar och fresker som dateras till medeltiden. En arkad i två våningar på södra sidan av klostret byggdes 1698.
Minst 330 manuskript finns i biblioteket (267 på pergament), inklusive 82 manuskript av Nya testamentet. Minuskuler: 1160–1181, 1385–1389, 1899, 1901, 1966, 2001–2002, 2080–2081, 2297, 2464–2468, 2639, 2754, 2754, 2758 och 2758, 2758, 2758 och 2754
Klostret har, bland sina reliker, skallen av Tomas.

## Galleri
|                       |
| Interiör av klostret. |

|                                                   |
| Män vid Sankt Johannes kloster under påskfirande. |

|                                                  |
| Ortodoxa präster går in i Sankt Johannes kloster |

|                                                     |
| Flickor som tänder ljus vid Sankt Johannes kloster. |

|                                                   |
| Grek-ortodoxa präster vid Sankt Johannes kloster. |